# François Boucher
François Boucher (Parigi, 29 settembre 1703 – Parigi, 30 maggio 1770) è stato un pittore francese.

## Biografia
Nasce a Parigi il 29 settembre 1703, figlio unico di Élisabeth Lemesle e Nicolas Boucher. Da Nicolas, suo padre, modesto pittore, incisore e disegnatore di ricami con il quale apprende le prime tecniche pittoriche e di stampa. Nel 1721 entra nello studio di François Lemoyne (1688-1737), che aveva ottenuto la prestigiosa carica di "primo pittore del re", godendo delle migliori commissioni di Luigi XIV e della corte francese; qui resta pochi mesi, avendone assorbito in fretta lo stile esemplato dalla scuola veneziana dei Ricci, dei Pellegrini e della Carriera.
Entra nel laboratorio dell'affermato incisore Jean-François Cars (1661-1730) dove esegue semplici decorazioni per carte intestate, eseguite tuttavia con una tale abilità da essere notato e coinvolto da un altro noto incisore, Jean de Julienne, che gli propone di collaborare all'iniziativa da questi intrapresa, l'edizione a stampa dei dipinti e dei disegni dell'appena scomparso Antoine Watteau, il cui primo volume, Figures des différents caractères de paysage et d'etudes dessinées d'après nature par Antoine Watteau, esce nel 1726. Fu anche allievo di Joseph Aved. A sua volta fu il maestro di Jean-Baptiste Deshays che in seguito sposò sua figlia.
Nel 1723 vince il Prix de Rome, ma soggiorna nella capitale italiana solo quattro anni dopo, dove rimane impressionato in particolar modo dal Correggio, dal Veronese, dal Guercino e dal Tiepolo. Rientra a Parigi durante il 1731 e nel giro di tre anni viene nominato membro dell'Académie royale de peinture et de sculpture. Grazie alla protezione di Madame de Pompadour, sua allieva in disegno, e all'amicizia del marchese di Marigny, direttore del Bâtiments du Roi, ottiene l'incarico di primo pittore del re oltre alla direzione della produzione degli arazzi di Beauvais.
Con l'opera solimeniana Venere che ordina a Vulcano le armi per Enea incomincia una serie di trattazioni mitologiche, con le quali rappresenta la società parigina ruotante attorno a Luigi XV, tradotta attraverso figurazioni eleganti e sensuali, scene luminose, colori chiari, forme avviluppate. Tra le opere a sfondo mitologico più riuscite si annoverano Il trionfo di Venere del 1740 e Diana uscita dal bagno del 1742. Boucher non trascura nemmeno la pittura religiosa e in onore della Pompadour decora anche la cappella dello Château de Bellevue a Meudon e quando passa di moda l'attenzione per il mondo sfarzoso di Versailles diviene uno dei più ricercati disegnatori per arazzi, per i quali predilige le ambientazioni pastorali, come Psiche condotta da Zefiro al palazzo d'Amore.
All'apice del successo artistico e mondano, accoglie vari pittori nel suo atelier, tra i quali Fragonard e David. In questo periodo, ritenuto il più fertile della sua carriera, realizza una formidabile collezione di terrecotte, di oggettistica orientale come porcellane giapponesi e vassoi. Nel 1769 suscita polemiche e dibattiti per il suo anticonformista Marche des bohémiennes en caravane esposto al Salon.
Tra i suoi ritratti, il più celebre è quello della Pompadour (1755), mentre come incisore si mette in evidenza con l'edizione delle commedie di Molière del 1734. La sua voluminosa carriera comprende anche diecimila disegni, di grande successo e diffusione.

## Opere
- Ercole e Onfale (1735 circa)
- La colazione (1739)

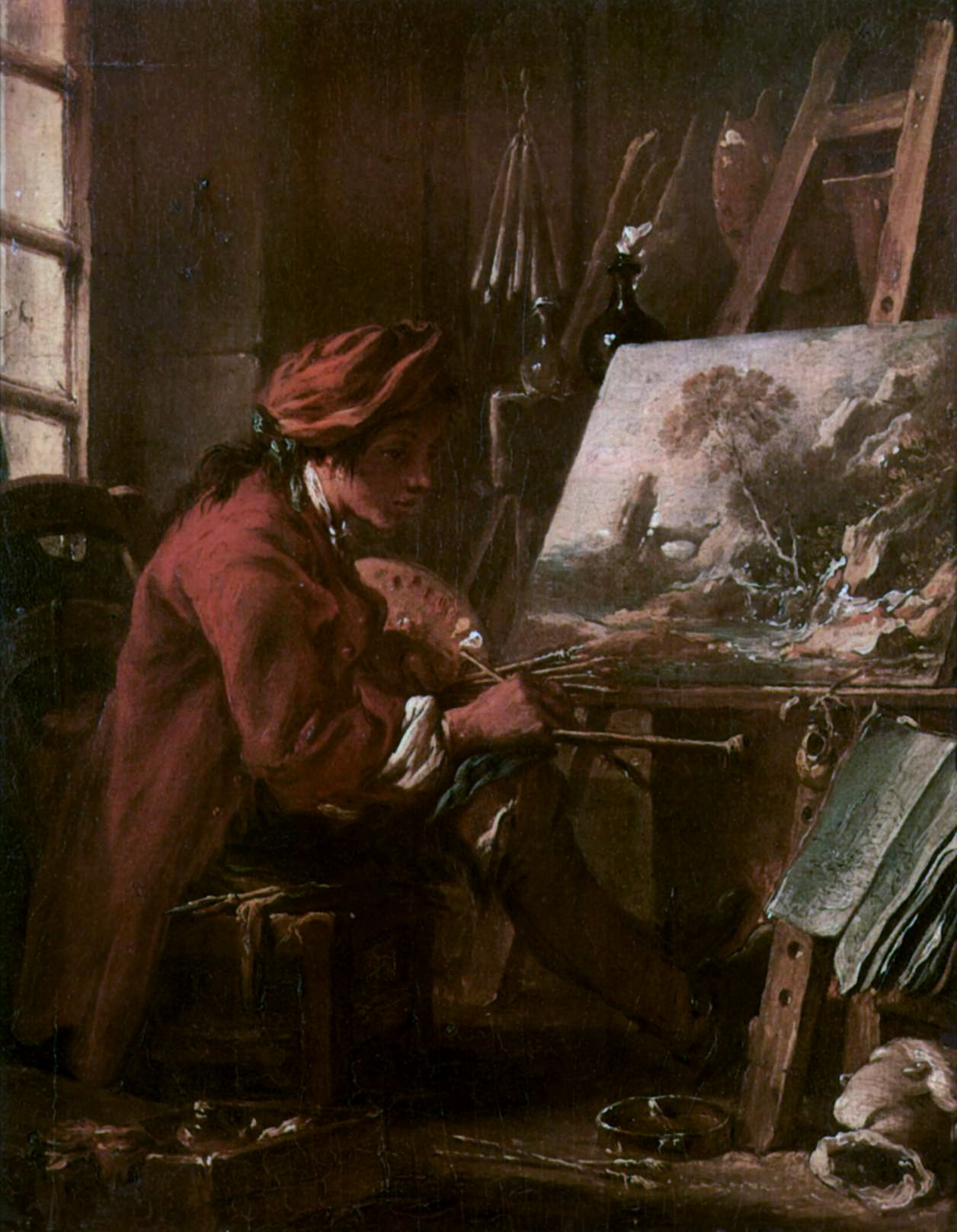
Autoritratto nello studio, ca 1720, Parigi, Louvre

- Paesaggio nei pressi di Beauvais (1740 circa)
- Diana al bagno (1742)
- Leda e il cigno (1742)
- Il giardino cinese (1742 circa)
- L'odalisca bruna (1745)
- Una pastorale d'autunno (1749)
- Ragazza distesa (1752)
- Il tramonto del sole (1752)
- Marte e Venere sorpresi da Vulcano (1754)
- Madame de Pompadour (1759)
- Angelica e Medoro (1763)

## Musei
Elenco dei musei che espongono opere dell'artista:
- Alte Pinakothek di Monaco
- Museo del Louvre
- Wallace Collection